# Bright Angel
Bright Angel er en amerikansk film fra 1990 af Michael Fields.

## Medvirkende
- Dermot Mulroney som George
- Lili Taylor som Lucy
- Valerie Perrine som Aileen
- Bill Pullman som Bob
- Mary Kay Place som Judy
- Burt Young som Art
- Sam Shepard som Jack
- Benjamin Bratt som Claude